# Săpata
Săpata è un comune della Romania di 1 902 abitanti, ubicato nel distretto di Argeș, nella regione storica della Muntenia.
Il comune è formato dall'unione di 8 villaggi suddivisi in due diverse località:
- Săpata de Sus, che comprende i villaggi di Drăghicești, Găinușa, Lipia, Popești e Turcești;
- Săpata de Jos, che comprende i villaggi di Bănărești, Dealu Bradului e Mirtești.